# つちせ八十八
つちせ 八十八 (つちせ やそはち)は日本の小説家。ライトノベル作家。小説家になろうでのハンドルネームはZAP（ざっぷ）。

## 来歴
2015年に新人作家の登竜門として知られる第11回MF文庫Jライトノベル新人賞で優秀賞を受賞してライトノベル作家としてデビューした 。デビュー作であるざるそば（かわいい）はCDドラマ化された。

## 作品

### 小説
- ざるそば（かわいい） イラスト：憂姫はぐれ 2015年12月25日 ISBN 978-4-04-068013-2
- クソゲー・オンライン（仮） イラスト：にろ、東雲太郎
  1. 運営は全員逃げたけどなんの問題もないわ！ 2016年6月24日 ISBN 978-4-04-068314-0
  2. バグで妊娠したけどなんの問題もないわ！ 2016年10月25日 ISBN 978-4-04-068677-6
  3. このクソゲーが現実だと私だけが知っている 2017年3月25日 ISBN 978-4-04-069075-9
- スコップ無双 「スコップ波動砲！」(　｀・ω・´)♂〓〓〓〓★(゜Д　゜　;;;).:∴ドゴォォ イラスト：憂姫はぐれ
  1. 2019年1月25日 ISBN 978-4-04-065296-2
  2. 2019年4月25日 ISBN 978-4-04-065674-8
  3. 2019年9月25日 ISBN 978-4-04-064010-5
  4. 2020年3月25日 ISBN 978-4-04-064552-0